# Кампардон, Эмиль
Эмиль Кампардон (фр. Émile Campardon; 18 июля 1834, Париж —23 февраля 1915) — французский историк.
Написал «Историю парижского революционного трибунала» (фр. «Histoire du tribunal révolutionnaire de Paris»; 2 изд. 1866),

## Книги
- «Мария-Антуанетта в тюрьме Консьержери» (фр. «Marie-Antoinette à la Conciergerie»; 2 изд. 1867),
- «Marie-Antoinette et le procès du collier» (1863),
- «Госпожа Помпадур и двор Людовика XV» (фр. «Madame de Pompadour et la cour de Louis XV»; 1867).

Особый интерес Кампардона вызывала история театра:
- «Ярмарочные зрелица, 1595—1791» (фр. «Les spectacles de la foire, 1595—1791; 1877),
- «Актёры итальянской комедии в Париже за последние два столетия» (фр. «Les comédiens du roi de la troupe italienne pendant les deux derniers siècles»; 1879),
- «Королевская Академия музыки в XVIII веке» (фр. «L’académie royale de musique au XVIII siècle»; 1884) и др.

Кампардоном подготовлены к публикации неизданные материалы Мольера (1871) и Вольтера (1880), а вместе с Эдгаром Бутариком — «Mémoires de Frédéric II» (1866).